# Scînteia
Scînteia (até 1953 Scânteia; em português "Centelha") foi o nome de dois jornais editados por associações comunistas em fases distintas da história romena. O título era inspirado no períodico russo Iskra.

## História
O primeiro jornal com o nome Scînteia foi publicado por revolucionários romenos na Rússia bolchevique, no ano de 1919, na cidade de Odessa.
Reapareceu como voz oficial do Partido Comunista Romeno em 15 de agosto de 1931, tendo sido publicado clandestinamente em Bucareste até 1940. Nessa altura, caíra em descrédito, ao aprovar o pacto perigoso entre Molotov e Ribbentrop.
Com abandono do eixo por parte da Roménia, juntando-se às forças aliadas, em 1944, o Scînteia continuava a ser publicado, como órgão principal do partido comunista. Durante o período comunista, a partir de 1948, tornou-es o barómetro das mudanças políticas e o princípal meio de difusão dos objectivos do regime. Chegou, também, a servir de palco para campanhas difamatórias contra intelectuais como Tudor Arghezi e Pamfil Şeicaru. Em 1961, em homenagem ao dia da sua criação, o dia 15 de Agosto foi declarado dia romeno da imprensa.
A revolução romena de 1989 ilegalizou todas as instituições comunistas, incluindo o jornal, tendo todos os seus bens sido confiscados.